# Lobelia brigittalis
Lobelia brigittalis är en klockväxtart som beskrevs av E.H L.Krause. Lobelia brigittalis ingår i släktet lobelior, och familjen klockväxter. Inga underarter finns listade i Catalogue of Life.